# Sergei Legat

Porträtfoto (ohne Jahr)

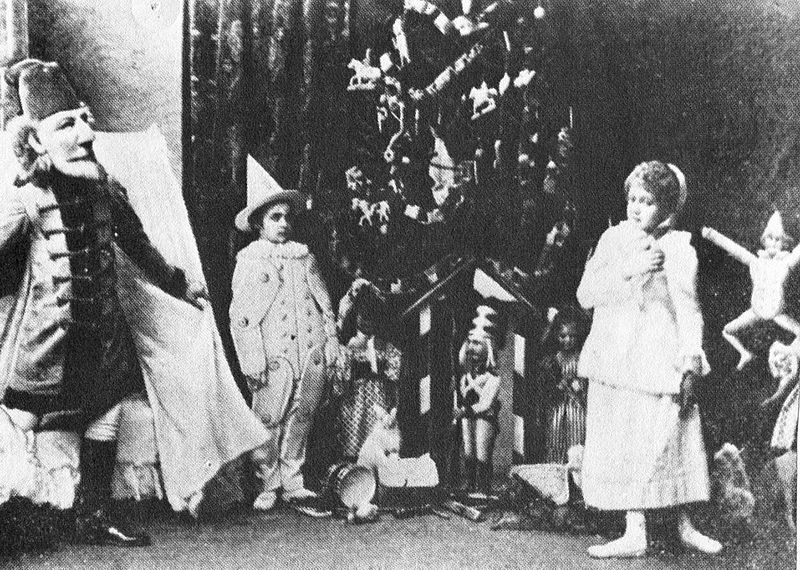
Sergei Legat (links) und Stanislava Belinskaya im Nussknacker (1892)

Marie Petipa und Sergei Legat in Le Corsaire (1900)

Sergei Gustafowitsch Legat (russisch Серге́й Густа́вович Лега́т; geboren 27. September 1875 in Moskau, Russisches Kaiserreich; gestorben 1. November 1905 in Sankt Petersburg) war ein russischer Balletttänzer.

## Leben
Sergei Legat war ein Bruder des Balletttänzers Nikolai Legat (1869–1937), ihr Vater Gustav Legat war Balletttänzer und Ballettmeister. Legat besuchte die Kaiserliche Ballettschule und studierte bei Pawel Gerdt, Christian Johansson, Lev Ivanov und bei seinem Bruder. 1894 erhielt er ein Engagement am Mariinski-Ballett und er entwickelte sich 1903 zu einem Solotänzer.
Legat wurde später auch Ballettlehrer, unter seinen Schülern war unter anderem Vaslav Nijinsky.
Legat kreierte Rollen wie den Merkur in Le Réveil de Flore (Petipa), Arthur in Barbe-Bleue (Petipa) und Jean de Brienne in Raimonda. Bei der Uraufführung von Tschaikowskis Ballett Der Nussknacker 1892 kreierte er die Doppelrolle Nussknacker-Prinz. Für Legat wurden neuartige Ballettschritte entwickelt.
Legat heiratete 1901 die wesentlich ältere Tänzerin Marie Petipa (1857–1930), eine Tochter von Maria Sergejewna Surowschtschikowa und Marius Petipa. Zu Beginn der Russischen Revolution von 1905 kam es zu Auseinandersetzungen am Theater, als Marius Petipa entlassen wurde. Legat beging unter dem Druck der Verhältnisse Suizid. Er wurde auf dem Smolensker Friedhof beerdigt.